# Миншань (Яань)
Минша́нь (кит. упр. 名山, пиньинь Míngshān) — район городского подчинения городского округа Яань провинции Сычуань (КНР). Название означает «знаменитая гора»; оно было дано в честь горы Цзиминшань.

## История
При империях Цинь и Хань здесь существовал уезд Яньдао (严道县). При империи Западная Вэй был образован уезд Мэншань (蒙山县), при империи Суй в 593 году он был переименован в Миншань.
В 1953 году уезд Миншань вошёл в состав Специального района Вэньцзян (温江专区) провинции Сычуань. В начале 1955 года уезд был передан в состав Специального района Яань (雅安专区) провинции Сикан, а в конце 1955 года после ликвидации провинции Сикан Специальный район Яань был передан в состав провинции Сычуань.
В 1970 году Специальный район Яань был переименован в Округ Яань (雅安地区).
В 2000 году постановлением Госсовета КНР округ Яань был преобразован в городской округ. В 2012 году уезд Миншань был преобразован в район городского подчинения.

## Административное деление
Район Миншань делится на 9 посёлков и 11 волостей.